# Coupe d'Europe des vainqueurs de coupe féminine de handball 2013-2014
Navigation
CVC 2012-2013 CVC 2014-2015
La Coupe d'Europe des vainqueurs de coupe de handball féminin 2013-2014 est la 38e édition de la Coupe d'Europe des vainqueurs de coupe féminine, compétition de handball créée en 1976 et organisée par l'EHF.

## Formule
La Coupe des Vainqueurs de Coupe est également appelée C2. Elle regroupe, au 2e tour, 32 équipes. Il est d’usage que les vainqueurs des Coupes Nationales respectives y participent.
L’arrivée régulière des clubs éliminés de la Ligue des Champions a considérablement relevé le niveau de cette Coupe d’Europe. L’ensemble des rencontres se dispute en matches aller-retour, y compris la finale.

## Qualifications
Le tirage au sort a eu lieu le 23 juillet 2013 à Vienne, en Autriche.

### Deuxième Tour
Participants
| Équipe              | Titre                            |
| ------------------- | -------------------------------- |
| Union Korneuburg    | 2e du Championnat d'Autriche     |
| Gorodnichanka       | 2e du Championnat de Biélorussie |
| HC Odense           | 11e du Championnat du Danemark   |
| OF Néa Ionía        | 2e du Championnat de Grèce       |
| Maccabi KS Holon    | Champion d'Israël                |
| ŽRK Metalurg Skopje | Championnat de Macédoine         |
| KGHM Zagłębie Lubin | Vainqueur de la Coupe de Pologne |
| Juve Lis            | ?e du Championnat du Portugal    |
| ŽORK Jagodina       | Championnat de Serbie            |
| Spono Nottwil       | Championnat de Suisse            |
| Üsküdar BSK Dernegi | Championnat de Turquie           |

| Équipe              | Titre                                           |
| ------------------- | ----------------------------------------------- |
| HC BNTU-BELAz Minsk | Champion de Biélorussie et 4e du Groupe 1       |
| LK Zug              | Champion de Suisse et 4e du Groupe 2            |
| SV Dalfsen          | Champion des Pays-Bas et 4e du Groupe 3         |
| Jomi Salerno        | Champion d'Italie et 4e du Groupe 4             |
| Muratpaşa BSK       | Champion de Turquie et éliminé de la Phase Q. 1 |

Tableau de Deuxième Tour
| Date Aller      | Club                | Aller   | Total   | Retour  | Club                | Date Retour     |
| --------------- | ------------------- | ------- | ------- | ------- | ------------------- | --------------- |
| 5 octobre 2013  | Juve Lis            | 18 - 32 | 41 - 65 | 23 - 33 | Muratpaşa BSK       | 6 octobre 2013  |
| 5 octobre 2013  | Jomi Salerno        | 32 - 21 | 61 - 42 | 29 - 21 | Spono Nottwil       | 6 octobre 2013  |
| 5 octobre 2013  | Gorodnichanka       | 33 - 15 | 74 - 33 | 41 - 18 | Maccabi KS Holon    | 6 octobre 2013  |
| 5 octobre 2013  | ŽORK Jagodina       | 35 - 26 | 75 - 44 | 35 - 26 | Union Korneuburg    | 12 octobre 2013 |
| 5 octobre 2013  | ŽRK Metalurg Skopje | 24 - 30 | 41 - 60 | 17 - 30 | HC Odense           | 12 octobre 2013 |
| 5 octobre 2013  | SV Dalfsen          | 27 - 20 | 58 - 52 | 31 - 32 | KGHM Zagłębie Lubin | 12 octobre 2013 |
| 11 octobre 2013 | HC BNTU-BELAz Minsk | 41 - 22 | 77 - 43 | 36 - 21 | Üsküdar BSK Dernegi | 12 octobre 2013 |
| 11 octobre 2013 | OF Néa Ionía        | 22 - 33 | 50 - 61 | 28 - 28 | LK Zug              | 12 octobre 2013 |

### Troisième Tour
Participants
| Équipe              |
| ------------------- |
| Muratpaşa BSK       |
| Jomi Salerno        |
| Gorodnichanka       |
| ŽORK Jagodina       |
| HC Odense           |
| SV Dalfsen          |
| HC BNTU-BELAz Minsk |
| LK Zug              |

| Équipe                   | Titre                           |
| ------------------------ | ------------------------------- |
| Mecalia Atletico Guardes | 4e du championnat d'Espagne     |
| Cercle Dijon Bourgogne   | Finaliste de la coupe de France |
| Buxtehuder SV            | 4e du Championnat d'Allemagne   |
| Veszprém Dunajská        | Championnat de Hongrie          |
| Stabæk Håndball          | 4e du Championnat de Norvège    |
| Corona Brașov            | Championnat de Roumanie         |
| Zvezda Zvenigorod        | Championnat de Russie           |
| Lugi HF                  | 2e du Championnat de Suède      |

| Équipe              | Titre          |
| ------------------- | -------------- |
| Byåsen Trondheim    | 2e du Groupe 1 |
| ETV-Érdi VSE        | 2e du Groupe 2 |
| Team Tvis Holstebro | 2e du Groupe 3 |
| Fleury Loiret       | 2e du Groupe 4 |

| Équipe                | Titre          |
| --------------------- | -------------- |
| Tertnes HB Elite      | 3e du Groupe 1 |
| ŽRK Lokomotiva Zagreb | 3e du Groupe 2 |
| Viborg HK             | 3e du Groupe 3 |
| Rostov-Don            | 3e du Groupe 4 |

Tableau du troisième tour
| Date Aller       | Club                       | Aller   | Total   | Retour  | Club                     | Date Retour      |
| ---------------- | -------------------------- | ------- | ------- | ------- | ------------------------ | ---------------- |
| 9 novembre 2013  | Team Tvis Holstebro        | 31 - 22 | 57 - 51 | 26 - 29 | HC BNTU-BELAz Minsk      | 10 novembre 2013 |
| 9 novembre 2013  | LK Zug                     | 28 - 41 | 46 - 85 | 18 - 44 | Byåsen Trondheim'        | 10 novembre 2013 |
| 9 novembre 2013  | ŽORK Jagodina              | 18 - 31 | 43 - 63 | 25 - 32 | Viborg HK                | 16 novembre 2013 |
| 9 novembre 2013  | Muratpasa BSK              | 24 - 26 | 43 - 65 | 19 - 39 | Rostov-Don               | 16 novembre 2013 |
| 9 novembre 2013  | Gorodnichanka              | 27 - 25 | 54 - 56 | 27 - 31 | Veszprém Dunajská        | 16 novembre 2013 |
| 9 novembre 2013  | Corona Brașov              | 23 - 25 | 46 - 50 | 23 - 25 | ŽRK Lokomotiva Zagreb    | 17 novembre 2013 |
| 9 novembre 2013  | Buxtehuder SV              | 24 - 26 | 51 - 48 | 27 - 22 | Lugi HF                  | 17 novembre 2013 |
| 10 novembre 2013 | HC Odense                  | 24 - 22 | 49 - 41 | 25 - 19 | Cercle Dijon Bourgogne   | 17 novembre 2013 |
| 10 novembre 2013 | CJF Fleury Loiret Handball | 37 - 28 | 67 - 57 | 30 - 29 | Stabæk Håndball          | 17 novembre 2013 |
| 10 novembre 2013 | SV Dalfsen                 | 23 - 26 | 43 - 47 | 20 - 21 | ETV-Érdi VSE             | 17 novembre 2013 |
| 10 novembre 2013 | Zvezda Zvenigorod          | 36 - 15 | 64 - 35 | 28 - 20 | Mecalia Atletico Guardes | 17 novembre 2013 |
| 16 novembre 2013 | Tertnes HB Elite           | 33 - 33 | 58 - 49 | 25 - 16 | Jomi Salerno             | 17 novembre 2013 |

## Huitièmes de finale
Équipes qualifiées
| Équipe              | Équipe                     |
| ------------------- | -------------------------- |
| Buxtehuder SV       | ŽRK Lokomotiva Zagreb      |
| Team Tvis Holstebro | Viborg HK                  |
| HC Odense           | CJF Fleury Loiret Handball |
| ETV-Érdi VSE        | Veszprém Dunajská          |
| Byåsen Trondheim    | Tertnes HB Elite           |
| Rostov-Don          | Zvezda Zvenigorod          |

| Équipe                  | Titre                |
| ----------------------- | -------------------- |
| Hypo Niederösterreich   | 3e du Groupe A (LDC) |
| Ferencváros TC Budapest | 3e du Groupe B (LDC) |
| Metz Handball           | 3e du Groupe C (LDC) |
| ŽRK Podravka Koprivnica | 3e du Groupe D (LDC) |

### Tableau des huitièmes de finale
Le tirage au sort a eu lieu le 19 novembre 2013 à Vienne (Autriche) :
| Date Aller       | Club                       | Aller   | Total   | Retour  | Club                    | Date Retour    |
| ---------------- | -------------------------- | ------- | ------- | ------- | ----------------------- | -------------- |
| 31 janvier 2014  | CJF Fleury Loiret Handball | 33 - 22 | 54 - 39 | 21 - 17 | Veszprém Dunajská       | 2 février 2014 |
| 31 janvier 2014  | HC Odense                  | 23 - 27 | 50 - 55 | 27 - 28 | Hypo Niederösterreich   | 7 février 2014 |
| 1er février 2014 | ETV-Érdi VSE               | 32 - 23 | 54 - 54 | 22 - 31 | Buxtehuder SV           | 8 février 2014 |
| 1er février 2014 | Viborg HK                  | 30 - 24 | 60 - 51 | 30 - 27 | Team Tvis Holstebro     | 9 février 2014 |
| 2 février 2014   | Zvezda Zvenigorod          | 26 - 19 | 55 - 47 | 29 - 28 | Metz Handball           | 8 février 2014 |
| 2 février 2014   | Rostov-Don                 | 24 - 19 | 52 - 49 | 28 - 30 | ŽRK Podravka Koprivnica | 9 février 2014 |
| 2 février 2014   | ŽRK Lokomotiva Zagreb      | 22 - 24 | 45 - 54 | 23 - 30 | Byåsen Trondheim        | 9 février 2014 |
| 2 février 2014   | Ferencváros TC Budapest    | 40 - 30 | 73 - 57 | 33-27   | Tertnes HB Elite        | 9 février 2014 |

## Phase finale
| Équipe                     | Équipe                  |
| -------------------------- | ----------------------- |
| CJF Fleury Loiret Handball | Viborg HK               |
| Hypo Niederösterreich      | Rostov-Don              |
| Buxtehuder SV              | Byåsen Trondheim        |
| Zvezda Zvenigorod          | Ferencváros TC Budapest |

Le tirage au sort a eu lieu le 11 février 2014 à Vienne (Autriche) :
|  | Quarts de finale           | Quarts de finale           | Quarts de finale  | Quarts de finale  |                  |                  | Demi-finales | Demi-finales | Demi-finales | Demi-finales |  |  | Finale | Finale | Finale | Finale |
|  |                            |                            |                   |                   |                  |                  |              |              |              |              |  |  |        |        |        |        |
|  |                            |                            |                   |                   |                  |                  |              |              |              |              |  |  |        |        |        |        |
|  |                            |                            |                   |                   |                  |                  |              |              |              |              |  |  |        |        |        |        |
|  | Rostov-Don                 | Rostov-Don                 | 37                | 30                |                  |                  |              |              |              |              |  |  |        |        |        |        |
|  | Rostov-Don                 | Rostov-Don                 | 37                | 30                |                  |                  |              |              |              |              |  |  |        |        |        |        |
|  | Buxtehuder SV              | Buxtehuder SV              | 24                | 34                |                  |                  |              |              |              |              |  |  |        |        |        |        |
|  | Buxtehuder SV              | Buxtehuder SV              | 24                | 34                | Rostov-Don       | Rostov-Don       | 25           | 19           |              |              |  |  |        |        |        |        |
|  |                            |                            |                   |                   | Rostov-Don       | Rostov-Don       | 25           | 19           |              |              |  |  |        |        |        |        |
|  |                            |                            | Viborg HK         | Viborg HK         | 27               | 34               |              |              |              |              |  |  |        |        |        |        |
|  | Viborg HK                  | Viborg HK                  | Viborg HK         | Viborg HK         | 27               | 34               | 40           | 26           |              |              |  |  |        |        |        |        |
|  | Viborg HK                  | Viborg HK                  |                   |                   |                  |                  |              | 26           |              |              |  |  |        |        |        |        |
|  | Ferencváros TC Budapest    | Ferencváros TC Budapest    | 32                | 31                |                  |                  |              |              |              |              |  |  |        |        |        |        |
|  | Ferencváros TC Budapest    | Ferencváros TC Budapest    | 32                | 31                | Viborg HK        | Viborg HK        | 31           | 24           |              |              |  |  |        |        |        |        |
|  |                            |                            |                   |                   | Viborg HK        | Viborg HK        | 31           | 24           |              |              |  |  |        |        |        |        |
|  |                            |                            | Zvezda Zvenigorod | Zvezda Zvenigorod | 22               | 23               |              |              |              |              |  |  |        |        |        |        |
|  | Byåsen Trondheim           | Byåsen Trondheim           | Zvezda Zvenigorod | Zvezda Zvenigorod | 22               | 23               | 29           | 37           |              |              |  |  |        |        |        |        |
|  | Byåsen Trondheim           | Byåsen Trondheim           |                   |                   |                  |                  |              |              |              |              |  |  |        |        |        |        |
|  | Hypo Niederösterreich      | Hypo Niederösterreich      | 30                | 23                |                  |                  |              |              |              |              |  |  |        |        |        |        |
|  | Hypo Niederösterreich      | Hypo Niederösterreich      | 30                | 23                | Byåsen Trondheim | Byåsen Trondheim | 26           | 27           |              |              |  |  |        |        |        |        |
|  |                            |                            |                   |                   | Byåsen Trondheim | Byåsen Trondheim | 26           | 27           |              |              |  |  |        |        |        |        |
|  |                            |                            | Zvezda Zvenigorod | Zvezda Zvenigorod | 27               | 39               |              |              |              |              |  |  |        |        |        |        |
|  | CJF Fleury Loiret Handball | CJF Fleury Loiret Handball | Zvezda Zvenigorod | Zvezda Zvenigorod | 27               | 39               | 28           | 28           |              |              |  |  |        |        |        |        |
|  | CJF Fleury Loiret Handball | CJF Fleury Loiret Handball |                   |                   |                  |                  |              | 28           |              |              |  |  |        |        |        |        |
|  | Zvezda Zvenigorod          | Zvezda Zvenigorod          | 32                | 34                |                  |                  |              |              |              |              |  |  |        |        |        |        |
|  | Zvezda Zvenigorod          | Zvezda Zvenigorod          | 32                | 34                |                  |                  |              |              |              |              |  |  |        |        |        |        |
|  |                            |                            |                   |                   |                  |                  |              |              |              |              |  |  |        |        |        |        |

### Quarts de finale
| Date Aller    | Club                       | Aller   | Total   | Retour  | Club                    | Date Retour |
| ------------- | -------------------------- | ------- | ------- | ------- | ----------------------- | ----------- |
| 1er mars 2014 | Rostov-Don                 | 37 - 24 | 67 - 58 | 30 - 34 | Buxtehuder SV           | 8 mars 2014 |
| 3 mars 2014   | Viborg HK                  | 40 - 32 | 66 - 63 | 26 - 31 | Ferencváros TC Budapest | 8 mars 2014 |
| 1er mars 2014 | Byåsen Trondheim           | 29 - 30 | 66 - 53 | 37 - 23 | Hypo Niederösterreich   | 2 mars 2014 |
| 2 mars 2014   | CJF Fleury Loiret Handball | 28 - 32 | 56 - 66 | 28 - 34 | Zvezda Zvenigorod       | 9 mars 2014 |

### Demi-finales
| Date Aller   | Club             | Aller   | Total   | Retour  | Club              | Date Retour   |
| ------------ | ---------------- | ------- | ------- | ------- | ----------------- | ------------- |
| 5 avril 2014 | Rostov-Don       | 25 - 27 | 44 - 61 | 19 - 34 | Viborg HK         | 12 avril 2014 |
| 6 avril 2014 | Byåsen Trondheim | 26 - 27 | 53 - 66 | 27 - 39 | Zvezda Zvenigorod | 12 avril 2014 |

### Finale
| Date Aller | Club      | Aller   | Total   | Retour  | Club              | Date Retour |
| ---------- | --------- | ------- | ------- | ------- | ----------------- | ----------- |
| 4 mai 2014 | Viborg HK | 31 - 22 | 55 - 45 | 24 - 23 | Zvezda Zvenigorod | 11 mai 2014 |

#### Match aller
| 4 mai 2014 13 h 00 CET | Viborg HK           | 31 - 22 | Zvezda Zvenigorod    | Viborg Stadionhal, Viborg Affluence : 1 300 Arbitrage : Kursad Erdogan, Ibrahim Ozdeniz |
| 4 mai 2014 13 h 00 CET | Gulldén, Lyksborg 6 | (16-12) | Lioudmila Postnova 7 | Viborg Stadionhal, Viborg Affluence : 1 300 Arbitrage : Kursad Erdogan, Ibrahim Ozdeniz |
| 4 mai 2014 13 h 00 CET | ×3 ×2               | Rapport | ×2 ×3                | Viborg Stadionhal, Viborg Affluence : 1 300 Arbitrage : Kursad Erdogan, Ibrahim Ozdeniz |

#### Match retour
| 11 mai 2014 16 h 45 heure de Moscou | Zvezda Zvenigorod     | 23 - 24 | Viborg HK                         | Sport Hall "Olimpiyskiy" Chekhov, Chekhov Affluence : 1 000 Arbitrage : Vasile Pavel, Eugen-Marian State |
| 11 mai 2014 16 h 45 heure de Moscou | Postnova, Potapenko 5 | (13-11) | Lyksborg, Burgaard, Damnjanović 5 | Sport Hall "Olimpiyskiy" Chekhov, Chekhov Affluence : 1 000 Arbitrage : Vasile Pavel, Eugen-Marian State |
| 11 mai 2014 16 h 45 heure de Moscou | ×2 ×1                 | Rapport | ×4 ×2                             | Sport Hall "Olimpiyskiy" Chekhov, Chekhov Affluence : 1 000 Arbitrage : Vasile Pavel, Eugen-Marian State |

## Les championnes d'Europe
| Championne d'Europe - Coupe d'Europe des vainqueurs de coupe de handball 2013-2014 Viborg HK 1er titre |

## Statistiques

### Buteuses
| Rang | Nom                | Équipe            | Buts |
| ---- | ------------------ | ----------------- | ---- |
| 1    | Isabelle Gulldén   | Viborg HK         | 58   |
| 2    | Lioudmila Postnova | Zvezda Zvenigorod | 51   |
| 3    | Anna Vyakhireva    | Zvezda Zvenigorod | 50   |